# SN 2000bp
SN 2000bp – supernowa typu II odkryta 25 marca 2000 roku w galaktyce A095420-0451. W momencie odkrycia miała maksymalną jasność 19,80m.